# The New Republic
The New Republic (TNR) é uma revista estadunidense de comentários sobre política, cultura contemporânea e artes. Fundado em 1914 por vários líderes do movimento progressista, tentou encontrar um equilíbrio entre um progressismo humanitário e um cientificismo intelectual e, por fim, descartou este último.  Durante as décadas de 1980 e 1990, a revista incorporou elementos da Terceira Via e do conservadorismo.
Em 2014, dois anos depois que o cofundador do Facebook Chris Hughes comprou a revista, ele afastou seu editor e tentou refazer seu formato, operações e posturas partidárias, provocando a renúncia da maioria de seus editores e redatores. No início de 2016, Hughes anunciou que estava colocando a revista à venda, indicando a necessidade de "nova visão e liderança". A revista foi vendida em fevereiro de 2016 para Win McCormack, sob a qual a publicação voltou a uma postura mais progressista. A revista semanal ou quase semanal durante a maior parte de sua história, a revista publica atualmente dez edições por ano.

## História

### Primeiros anos
A Nova República foi fundada por Herbert Croly, Walter Lippmann e Walter Weyl com o apoio financeiro da herdeira Dorothy Payne Whitney e seu marido, Willard Straight, que mantinham a propriedade majoritária. A primeira edição da revista foi publicada em 7 de novembro de 1914. A política da revista era liberal e progressista e, como tal, preocupada em lidar com as grandes mudanças ocasionadas pelos esforços de reforma da classe média destinados a remediar as fraquezas da economia e da sociedade em constante mudança dos Estados Unidos. A revista é amplamente considerada importante na mudança do caráter do liberalismo na direção do intervencionismo governamental, tanto estrangeiro quanto doméstico. O mais importante deles foi o surgimento dos EUA como uma grande potência no cenário internacional. Em 1917, a TNR incentivou a entrada dos Estados Unidos na Grande Guerra ao lado dos Aliados.
Uma consequência da guerra foi a Revolução Russa de 1917. Durante os anos entre as guerras, a revista foi geralmente positiva em sua avaliação da União Soviética e de Joseph Stalin. No entanto, a revista mudou de posição após o início da Guerra Fria em 1947 e, em 1948, seu editor de esquerda, Henry A. Wallace, partiu para concorrer à presidência pela chapa progressiva. Depois de Wallace, a revista mudou para posições mais típicas do liberalismo americano dominante. Ao longo da década de 1950, a publicação criticava tanto a política externa soviética quanto o anticomunismo doméstico, particularmente o macarthismo. Durante a década de 1960, a revista se opôs à Guerra do Vietnã, mas também criticou com frequência a Nova Esquerda.
Até o final dos anos 1960, a revista tinha certo "prestígio como a voz do liberalismo revigorado", na opinião do comentarista Eric Alterman, que criticou a política da revista desde a esquerda. Esse prestígio, escreveu Alterman, "talvez tenha sido mais bem ilustrado quando o arrojado e jovem presidente Kennedy foi fotografado embarcando no Força Aérea Um segurando uma cópia".